# Diego García (piłkarz)
Diego García (ur. 23 stycznia 1907 w Buenos Aires – zm. ?) – argentyński piłkarz, grający podczas kariery na pozycji napastnika.

## Kariera klubowa
Diego García całą piłkarską karierę spędził w San Lorenzo de Almagro, w którym występował w latach 1925-1930. Z San Lorenzo dwukrotnie zdobył mistrzostwo Argentyny w 1927 i 1933. Ogółem w latach 1931-1939 w lidze argentyńskiej rozegrał 198 spotkań, w których zdobył 101 bramek.

## Kariera reprezentacyjna
W reprezentacji Argentyny García występował w latach 1935-1936. W reprezentacji zadebiutował 6 stycznia 1935 w wygranym 4-1 meczu z Chile w Mistrzostwach Ameryki Południowej, na których Argentyna zajęła drugie miejsce. W tym meczu w 57 min. zdobył trzecią bramkę dla Argentyny. Na turnieju w Peru wystąpił we wszystkich trzech meczach z Chile (bramka), Peru (bramka) i Urugwajem. Ostatni raz w reprezentacji wystąpił 20 listopada 1936 w przegranym 1-2 meczu w Copa Hector Gomez z Urugwajem, w którym w 15 min. zdobył jedyną bramkę dla Argentyny. 
Ogółem w barwach albicelestes wystąpił w 5 meczach, w których zdobył 4 bramki.
| Mecze i gole w reprezentacji | Mecze i gole w reprezentacji | Mecze i gole w reprezentacji | Mecze i gole w reprezentacji | Mecze i gole w reprezentacji | Mecze i gole w reprezentacji | Mecze i gole w reprezentacji |
| #                            | Data                         | Miasto                       | Przeciwnik                   | Gol                          | Wynik                        | Rozgrywki                    |
| ---------------------------- | ---------------------------- | ---------------------------- | ---------------------------- | ---------------------------- | ---------------------------- | ---------------------------- |
| 1.                           | 06.01.1935                   | Lima                         | Chile                        | Gol                          | 4:1                          | Copa América                 |
| 2.                           | 20.01.1935                   | Lima                         | Peru                         | Gol                          | 4:1                          | Copa América                 |
| 3.                           | 27.01.1935                   | Lima                         | Urugwaj                      |                              | 0:3                          | Copa América                 |
| 4.                           | 15.08.1935                   | Avellaneda                   | Urugwaj                      | Gol                          | 3:0                          | Copa Juan Mignaburu          |
| 5.                           | 20.11.1936                   | Montevideo                   | Urugwaj                      | Gol                          | 1:2                          | Copa Hector Gomez            |